# Limax sarnensis
Limax sarnensis is een slakkensoort uit de familie van de Limacidae. De wetenschappelijke naam van de soort is voor het eerst geldig gepubliceerd in 2009 door Heim & Nitz.